# Telorchis bonnerensis
Telorchis bonnerensis är en plattmaskart. Telorchis bonnerensis ingår i släktet Telorchis och familjen Telorchiidae. Inga underarter finns listade i Catalogue of Life.